# Wumpscut:
:wumpscut: — EBM/industrial/dark-electro-проект немецкого музыканта из Ландсхута (Бавария, Германия) Руди Ратцингера. 
Для него также стало привычным переиздавать выходившие ранее альбомы, зачастую сменив лишь обложку, а каждый новый альбом предшествуется выходом синглов и коллекциями ремейков. Альбомы непосредственно выходят в нескольких вариантах (для стран Европы — Германия, Польша, Франция / США / РФ) и в разных исполнениях (одно- или двухдисковые издания, виниловые пластинки, BOX).

## О проекте

### История:wumpscut:
1991. Вдохновлённый музыкой Leaether Strip, Руди, несколько лет проработавший диджеем на готик-EBM дискотеке Мюнхена «Pipeline», решает осуществить заветное желание — самому создавать музыку. В октябре это желание принесло первые плоды: была записана плёнка «Defcon».
1992. К тому времени как первый, очень маленький тираж плёнки в 50 штук мгновенно распродается, Руди готовит к выпуску новый материал — плёнка «Small Chambermusians» была выпущена в тираже 70 штук.
1993. В начале года Руди получает возможность выпустить свои плёнки на CD. В сотрудничестве с VUZ Records в январе появляется сборник «New Forms Of Entertainment vol. 1», на котором кроме :wumpscut: также представлены DIVE, D.A.R.P.A.. В декабре выходит отдельный дебют Руди на VUZ Records «Music For A Slaugthering Tribe» содержащий супер-хит «Soylent Green».
1994. Настоящий прорыв на дискотечной сцене с EP «Dried Blood» (ANT-ZEN). Хит «Black Death» с утра до вечера крутится на танцплощадках. В декабре Руди решает отблагодарить своих фэнов крайне редко встречающимся сегодня семидюймовым пикчер-синглом «Smell The Disgusting Sweet Taste of Dried Blood».
1995. Руди создаёт собственный лейбл Beton Kopf Media, чтобы иметь полный контроль над творчеством :wumpscut:. Первым под этим лейблом выходит EPCD «Gomorra». C композицией «Untermensch» ему опять удаётся попасть в списки танцевальных хитов, но только «Turns of Pain» полностью раскрывает его творческие способности. Сингл «Oma Thule», первоначально сделанный ради смеха и не планировавшийся к публикации, все же выходит мизерным тиражом на VUZ в феврале. В сентябре Руди выпускает давно страстно ожидаемый фэнами второй альбом «Bunkertor 7», породивший традицию так называемых «w-boxes». Теперь всякий альбом Ратцингера не обходился без какого-нибудь бонуса, издаваемого ограниченным тиражом.
1996. В феврале выходит первый сборник: wumspscut: «The Mesner Tracks». Кроме треков первых лет здесь представлены композиции, выходившие ранее как бонус-треки только на US-версиях альбомов. В марте на Off Beat выходит вторая серия ремейков «Remix War» — :wumpscut: vs Haujobb. Из-за растущей популярности и в связи с полной распродажей тиража, этот альбом ещё раз обрабатывается и выпускается с новой обложкой. Руди основывает новую фирму Mental Ulcer Forges (MUF), предназначенную для издания записей других музыкантов.
1997. После того, как «Music For A Slaughtering Tribe» был полностью раскуплен, композитор решил ещё раз полностью переработать альбом. Он вышел с совершенно новой обложкой, с другим порядком песен и с компакт-диском ремиксов. Новшеством все же выступал второй бонусный компакт, который содержал избранные ремиксы основного альбома. Перед выходом в марте третьего альбома «Embryodead» c обязательным боксом, специально для диджеев было выпущено строго ограниченное промо «Deejaydead». В ноябре выходит в свет второй сборник «Embryodead», в котором представлены два совершенно новых трека, ремиксы ранее выходивших композиций и некоторые ремиксы из вышеупомянутого «Deejaydead».
1998. Трудный для фэнов год — заявленный альбом постоянно откладывается. Но в то же время выходит CD с раскупленными EP’s «Dried Blood» и «Gomorra» под названием «Dried Blood of Gomorra».
1999. Выход двойного MCD «Totmacher» предшествует появлению нового альбома. Помимо оригинальных версий он содержал 17 ремейков других музыкантов. В апреле выходит сам альбом «Boeses Junges Fleisch» (семь лет спустя, в 2006 г., переиздан — «Boeses Junges Fleisch 7 Years Anniversary Edition») одновременно с ним «Fleischbox». В сентябре фэны увидели второй трек с альбома «Ich Will Dich», немного позже вышедшего ограниченным тиражом 1500 штук — «специальное издание для коллекционеров» — в виде двойного винила.
2000. Отмечая особый коммерческий успех, Руди, после смены дистрибьютора, переиздаёт все альбомы с новыми обложками! 25 апреля выходит третий сборник «Blutkind», на котором есть давно разыскиваемые две первые плёнки и несколько новых композиций. Ко всем альбома делаются майки с изображением обложек, на сайте wumscut.de создаётся раздел wumpshop.
2001. В качестве промо к очередному альбому вышел сингл «DJ Dwarf One». Трек «Ruda» на этом релизе был написан специально в качестве ответа обществу на преступления, совершенные двумя сатанистами по фамилии Руда, находившимися якобы под влиянием музыки :wumpscut:. 1 октября в продажу поступает очередной студийный альбом «Wreath of Barbs» с кавером классики Kirlian Camera «Eclipse» в традиционной для :wumpscut: манере. Музыка проекта становится все более экстремальной. Многие считают этот альбом лучшим в творчестве Руди Ратцингера.
2002. Год отмечен выходом MCD «Liquid Soilent» с новым наборов ремейков и ранее неопубликованных композиций.
2003. Двойной альбом 'Perferential Legacy — Music For A German Tribe' с двумя новыми композициями, неопубликованными архивными записями и материалом давно пропавших из продажи пластинок «Prefential Legacy» и «Music For A German Tribe».
2004. Ознаменован выходом мрачного и ещё более жесткого (в стиле aggro-industrial и dark-EBM) альбома «Bone Peeler» c участием знаменитой на готик-сцене Арафны. Тем не менее, в альбоме содержалась первая за все время существования проекта любовная песня, «Your Last Salute». После трехлетнего перерыва с момента выхода «Wreath of Barbs» фэны ожидали большего и этот альбом восприняли неоднозначно.
2005-2007. Выход очередного экспериментального студийного альбома «Evoke», ставший пластинкой месяца в авторитетном журнале Orkus. Критики отмечают более светлое настроение композиций, но большинство фэнов тоскует по раннему творчеству Ратценгера и этот альбом также не находит должного отклика. Впервые за всю историю творчества :wumpscut:, благодаря усилиями компании Art Music, этот диск издается в России. С того момента кузница Ратцингера берёт за традицию выпускать каждый год по альбому. Так, в 2006 выходит в свет ожидаемый «Cannibal Anthem», а в 2007 «Body Census». Стоит отметить, что к моменту выхода последнего альбома, :wumpscut: находился на пике своей популярности, но с каждым релизом база его поклонников продолжает неустанно расти.

### Используемое оборудование и ПО
При создании альбома Wreath Of Barbes использовались:
Звуковой интерфейс digidesign digi001 для Apple G4 с инструментами:
- Access Virus
- mam MB-33
- Oberheim Matrix 1000
- nord lead
- Akai S5000
- Roland JV-2080
- Roland JP-8080
- Yamaha CS6R
- Waldorf Pulse +
- Waldorf MicroWave
- JoMoX AiRBase 99

микс-пульт:
- Yamaha 01v (x 2)

эффекты:
- t. c. electronic Finalizer
- t. c. electronic Fireworx
- t. c. electronic M3000
- t. c. electronic DoTwo
- Sony R7
- Sony V77
- Electrix Filter Factory

динамики:
- t. c. electronic Finalizer
- t. c. electronic Gold Channel
- Behringer Composer
- Behringer Single Ended Noise Reduction
- spl Vitalizer midi:

emagic amt8 (x 2) запись:
- Sony PCM-R500
- Plextor CD Burner

исходники семплов:
- JVC VHS
- Panasonic DVD
- Sony MD

## Дискография

### Альбомы
- Music for a Slaugthering Tribe (1993)
- Bunkertor 7 (1995)
- Embryodead (1997)
- Music for a Slaughtering Tribe II (1997)
- Boeses Junges Fleisch (1999)
- Blutkind (2000)
- Wreath of Barbs (2001)
- Bone Peeler (2004)
- Evoke (2005)
- Cannibal Anthem (2006)
- Body Census (2007)
- Schaedling (2008)
- Fuckit (2009)
- Siamese (2010)
- Schrekk & Grauss (2011)
- Women and Satan First (2012)
- Madman Szpital (2013)
- Bulwark Bazooka (2014)
- Blutspuker Tavern (2015)
- Wüterich (2016)
- Fledermavs 303 (2021)

### Альбомы, вышедшие в других странах
- Music for a slaughtering tribe (US-version) (1997)
- Bunkergate 7 (French-version) (1997)
- Eevil Young Flesh (1999)
- Bloodchild (2000)
- Evoke (US-Version) (2005)

### Переиздания
- Boeses Junges Fleisch - Edition 2000 (2000)
- Born again - Remaster 2000 (2000)
- Embryodead - Remaster 2000 (2000)
- Mesner tracks - Remaster 2000 (2000)
- Music for a slaughtering tribe - Remaster 2000 (2000)
- Bunkertor 7 - Edition 2000 (2000)
- The Remix wars - Remaster 2000 (2000)
- Mesner tracks - Remastered II (2000)
- Music for a slaughtering tribe - Farewell edition (2000)
- Boeses Junges Fleisch (7th Anniversary Edition) (2006)
- Wreath Of Barbs (13th Anniversary Edition) (2014)

### Компиляции / Сборники
- Mesner tracks (1996)
- Mesner tracks US (1996)
- Born Again (1997)
- Dried blood of Gomorra (1997)
- Dried blood of Gomorra US (1997)
- Born Again US (1998)
- Preferential legacy - Music for a German tribe (2003)
- Killer Archives (2006)
- Completer 1 (2007)
- The Dried Blutkind of Gomorrha Works (2008)
- Dwarf Craving (2008)
- DJ Dwarf Nine (2009)
- DJ Dwarf Ten (2010)
- DJ Dwarf Eleven (2011)
- DJ Dwarf Twelve (2012)
- DJ Dwarf 13 (2013)
- DJ Dwarf 14 (2014)
- DJ Dwarf 15 (2015)
- DJ Dwarf 16 (2016)
- The Great Wump in the Sky (2017)

### Синглы / EP / MCD
- Dried Blood (1994)
- Gomorra (1995)
- Oma Thule (1995)
- Remix Wars (1996)
- Ich will Dich (1999)
- Deadmaker (1999)
- Totmacher (1999)
- Gomorra - Remastered (2000)
- Dried Blood - Remaster (2000)
- Dried Blood - Remaster II (2000)
- I want you (2000)
- Deliverance (2001)
- DJ Dwarf Two (2002)
- Wreath of Barbs MCD Pack (Back is Front Edition) (2002)
- DJ Dwarf Three (2003)
- Our Fatal Longing/Rise Again (2004)
- DJ Dwarf Four (2004)
- Evoke/Don't Go (2005)
- DJ Dwarf Five (2005)
- Wreath of Barbs (Selected Remix Works) (2005)
- DJ Dwarf Six (2006)
- Jesus Antichristus / Die Liebe (2006)
- DJ Dwarf Seven (2007)
- Goth Census (2007)
- DJ Dwarf Eight (2008)
- Cut the Boo (2009)

### Промо и другие издания
- Dried Blood Promo (1994)
- Deejaydead (1997)
- Boeses Junges Fleisch Collectors edition (1999)
- Totmacher Slim Edition (1999)
- Blutkind Promo (2000)
- Bloodchild Promo (2000)
- Wreath of Barbs Promo (2001)
- Wreath of Barbs (Freestyle Remixes) (2002)
- Wreath of Barbs (Classic Remixes) (2002)
- Wreath of Barbs remixes (2003)
- Selected WOB Remixes (2003)
- Blutkind clicked (2003)
- Liquid Soylent (2003)
- Body Census (Remix Kultur) (2003)

### Плёнки
- DefCon (1991)
- Small chambermusicians (1992)
- Fear in motion (1995)

### Виниловые пластинки
- Smell the disgusting taste of dried blood (1996)
- Vinyl Evoke (2005)
- Evoke-Dont Go (2005)
- Bone Peeler 2LP (2004)
- BPBox-Twelve-Inch (2004)